# Албрехт Дюрер
Албрехт Дюрер (на немски: Albrecht Dürer) е немски художник, математик и изкуствовед.
Още в ранна възраст става известен в Европа със своите печатани гравюри, а днес е смятан за най-видния художник на Северния Ренесанс. Сред най-известните му работи са поредицата гравюри „Апокалипсис“, „Рицарят, дяволът и смъртта“, „Свети Йероним“ и „Меланхолия I“, които са се превърнали в обект на постоянен анализ и интерпретации. Акварелите му го нареждат сред първите европейски пейзажисти, амбициозните му гравюри предизвикват революция в тази форма на изкуството.
Дюрер, добре запознат с изкуството на Италианския Ренесанс и хуманизма, става един от първите художници, въвели класическите мотиви в изкуството на север от Алпите. Мястото му на ключова фигура в Северния Ренесанс се утвърждава и от неговите трактати, излагащи вижданията му за математиката, перспективата и идеалните пропорции.

## Биография

### Ранни години
Бащата на Албрехт Дюрер носи същото име и е златар, който се преселва през 1455 година от Унгария в Нюрнберг. През 1467 година той се жени за дъщерята на своя майстор Барбара Холпер. За 25 години съвместен живот тя ражда 18 деца. Албрехт е третото дете и вторият син в семейството и е роден на 21 май 1471 година. Негов кръстник става Антон Кобергер, колега на баща му и дядо му, който по онова време става печатар. Скоро кръстникът му Кобергер се превръща в най-известния германски издател, а най-известната му публикация е „Нюрнбергска хроника“ (1493), съдържаща почти 2000 ксилографски гравюри на Михаел Волгемут.
Дюрер става известен в сравнително ранна възраст и оставя доста автобиографични текстове, поради което животът му е сравнително добре документиран. От 1475 година семейство Дюрер живее в собствена къща, която се намира близо до крепостта. Албрехт Дюрер Младши описва майка си като прилежна и набожна жена, която наказва децата си често и „старателно“. Изтощена от честите бременности, тя е в недобро здравословно състояние.
След няколко години в училище бащата на Дюрер го взима при себе си в работилницата, за да го изучи на златарство, но момчето показва голям талант за рисуване и през 1486 година става чирак на гравьора Михаел Волгемут. От този период са запазени един автопортрет на Дюрер, нарисуван огледално през 1484 година на пергамент, както и една „Мадона с два ангела“ от 1485 година. В края на 15 век Нюрнберг е голям и процъфтяващ град, поддържащ тесни връзки със Северна Италия, и едно от средищата на появилото се в Европа книгопечатане, а Волгемут е най-известният нюрнбергски художник и ръководи голямо ателие за производство на различни предмети на изкуството, най-вече ксилографии за книги.
След като завършва чиракуването си при Волгемут, съгласно германската традиция Дюрер предприема продължително пътуване, в хода на което трябва да доусъвършенства занаята. Той заминава през 1490 година, може би отивайки при Мартин Шонгауер, който е водещият гравьор в Северна Европа, но умира малко преди пристигането на Дюрер в Колмар през 1492 година. Не е сигурно къде пътува Дюрер през това време, но изглежда посещава Франкфурт и Нидерландия. През 1493 година отива в Страсбург, където по това време живее известния скулптор Николаус Герхарт. От този период датира неговият пръв автопортрет, който вероятно рисува, за да изпрати на своята годеница в Нюрнберг.
В началото на 1492 година Албрехт Дюрер отива в Базел, където работи при златаря Георг, брат на Мартин Шонгауер. Там създава известната си гравюра „Свети Йероним“. Малко след завръщането си в Нюрнберг на 7 юли 1494 година, двадесет и тригодишният Дюрер се жени за Агнес Фрей в резултат на договореност, постигната по време на неговото пътуване. Тя е дъщеря на известен местен занаятчия, производител на месингови предмети. Двамата нямат деца.

### Първо пътуване в Италия и известност
Три месеца след сватбата си Дюрер заминава сам за Италия, може би подтикнат от чумна епидемия в Нюрнберг. По време на пътуването си през Алпите той прави акварелни скици, някои от които са запазени, а други са разработени в по-късни негови картини, като гравюрата „Немезида“. Това са и най-старите известни чисто пейзажни изображения в западноевропейското изкуство.
В Италия Дюрер отива във Венеция, където се запознава с по-усложненото местно изкуство. Под ръководството на Волгемут, Дюрер се е научил да изработва печатни гравюри със суха игла и ксилографии в германския стил, основан на работите на Мартин Шонгауер. Още в Германия той има достъп до някои италиански картини, но двете му пътувания до Италия оказват много силно влияние върху него. Той пише, че Джовани Белини е най-възрастният и все още най-добрият от художниците във Венеция. Картините и гравюрите на Дюрер показват и други влияния, най-вече това на Антонио Полайоло с неговия интерес към пропорциите на тялото, на Мантеня, Лоренцо ди Креди и други. По време на пътуването си Дюрер вероятно посещава също Падуа и Мантуа.
При завръщането си в Нюрнберг през 1495 година Дюрер отваря собствено ателие. През следващите пет години стилът му все повече интегрира италиански влияния в основните северни форми. Сред най-добрите му работи от този период са ксилографии, предимно с религиозни мотиви, но също и със светски сцени. Те са с по-големи размери от повечето германски ксилографии дотогава и имат много по-сложна и балансирана композиция.
Известната поредица от 16 отлични гравюри, илюстриращи „Апокалипсис“ са датирани към 1498 година. През същата година Дюрер прави и първите 7 гравюри от „Страстите Христови“, а малко по-късно – поредица от 11 изображения на Светото семейство и различни светци. Около 1503 – 1505 година подготвя първите 17 илюстрации от поредица за живота на Богородица, която довършва години по-късно. Всички тези изображения са издадени като поредици след години, а по времето на създаването им се продават поотделно в значителни количества.
По това време, в рамките на едно десетилетие Дюрер губи и двамата си родители – баща му умира през 1502 година, а майка му – през 1513 година.
От този първи период в творческия му път правят впечатление предимно портрети, както и няколко автопортрета: портрет на баща му (1497 в Лондон (National Gallery), негов автопортрет (1498) в Прадо в Мадрид, портрет на линдауерския търговец Освалд Крел (надписано „Осволт Крел. 1499“) в Мюнхен, негов автопортрет от 1500 година също в Мюнхен, портрет на Фридрих Мъдрия (1494/97) в Берлин и други. От 1500 година е „Малкия Христос на кръста“ в Дрезденската галерия, една картина, нарисувана с несравнимо майсторство. Оттогава са и няколко творби за олтар: „Седемте страдания на Мария“, Мария молеща се на Младенеца, както и олтара „св. Вайтер“ заедно с Разпятието.
Връзката на Дюрер с хуманизма може да се открие и в илюстрациите му за „Quatuor libri Amorum“ (1502) от Конрад Келтис, който от своя страна хвали Дюрер като втория Апел.

### Пътешествието до Венеция (1505 до 1506)
През 1505 година Дюрер предприема второ пътешествие до Венеция, където тогава са творили великите ренесансови художници от венецианската школа – Тициан, Джорджоне и Палма ил Векио. Албрехт Дюрер остава обаче най-много впечатлен от Белини, за когото казва в едно свое писмо, че е най-добрия в изобразителното изкуство. Докато през първото си обучение още в родината си той се научава да цени точността на рисунката и буквалното пресъздаване, то тук той разбира каква огрома сила се крие в колорита, който по-късно му въздейства силно.
Немските търговци във Венеция поръчали за Вартоломеевата църква голямата картина „Празника Розенкранц“, която по-късно император Рудолф II. купува на голяма цена и бива пренесена от четирима мъже в Прага, където се намира и сега в Народната Галерия. Картината представя коронясването на Мадоната от двама ангела. Тя слага на императора розови венци, а Младенеца – на папата, както и св. Доминик и няколко ангели на околностоящите. При тази картина лесно може да се разпознае венецианското влияние. Въпреки че Дюрер намира голямо признание във Венеция и получава предложение от венецианския съвет за годишна заплата в размера на 200 дуката, в замяна на което той е трябвало да се засели за постоянно във Венеция, той се отправя през късната есен на 1506 година обратно към родния си град Нюрнберг.

### 1506 – 1514
През 1509 година Дюрер е назначен в Големия съвет на Нюрнберг, което дава повод да се смята, че е вземал участие в планирането на художествени градски проекти.

#### Графики
Освен над някои малки творби в областта на гравюрата на мед и на дърво през тези години Дюрер работи и над три впечатляващи серии дърворезба. В тези поредици безспорно може да се открие таланта и майсторството на Дюрер в областта на графиката. По-подробно става на въпрос за:
- Малките страсти (гравюра на дърво) (ок. 1509 и 1510) съдържаща 37 листа с формат 130x100 мм, 1511;
- Големите страсти (1510), значително по различна във формат и представяне от малките, съдържа 11 изображения от живота на Христос и една заглавна страница;
- Живота на Мария (1510 и 1511) в 20 изображения.

От този период са и:
- Малкото триединство (гравюра на дърво, 1511)
- Меса на св. Григорий
- Св. Кристоф
- Св. семейство със св. Анна
- Йоахим с розов венец.

Още по това време Дюрер е правил опити да рисува със суха игла на мед, така са създадени „Св. Вероника от 1510“, „Страдащия Христос и каещия се Йеронимус“. Двете картини са от 1512 година. Оттогава нататък Дюрер започва да се занимава предимно с дърворезба и гравюра и по-рядко с картини. 1512 година Дюрер рисува малката картина „Светата Дева с голия младенец в ръце, държащ нарязана круша“. През същата година е и създадена поредица от малки гравюри, които обхващат една трета от историята за страданията на Христос. Император Максимилиан му оказва уважението си като поставя неговите творби под защита от копиране.
Други великолепни произведения от този период са: „Рицарят, смъртта и дяволът“, „Св. Йеронимус“, „Меланхолия“.
Освен това от 1515 година са останали и няколко железни офорта.

#### Връзката с император Максимилиан I.
Дюрер е работил няколко пъти по поръчка на император Максимилиан I. От най-късно 1510/11 година е имало връзка между двамата, която е била проправена най-вероятно от Вилибалд Пиркхаймер. Всичките творби са служили главно за прославата на императора – освен Дюрер в тази насока са работили и творци като Ханс Бургмайр, Шойфелайн и Бек, а също Албрехт Алтдорфер, Лукас Кранах и Йорг Брой.
По това време са възникнали паралелно гравюрите „Рицарят, смъртта и дяволът“ (1513), „Св. Йероним“ и „Меланхолия I“ (1514) или портретът на старата му майка два месеца преди смъртта ѝ (1514), който е първият точен портрет на смъртно болен човек.

### 1518 до 1520
От 1518 до 1520 година той се посвещава изключително на теоретична работа като например изучаване на пропорциите. През лятото на 1518 година той е представител на гр. Нюрнберг в аугсбургския Райхстаг, където овековачава Якоб Фугер и други значими личности чрез творбите си. Албрехт Дюрер се запознава с идеите на Реформацията, както и с учението на Мартин Лутер за когото твърди, че му е „помогнал в голямо притеснение“.

### Пътешествието в Нидерландия (1520 – 1521)
От 12 юни 1520 година Албрехт Дюрер и жена му се отправят на пътешествие през Бамберг, Франкфурт и Кьолн към Антверпен и други холандски градове, от там той се завръща чак на следващата година. Пътешествието в Холандия е представлявало за него истински триумф. Навсякъде майсторът е приет с възхищение, като антверпенския съвет му предлага годишна заплата от 300 гулдена, чудесна къща като подарък, свободна издръжка и заплащане на всички негови обществени поръчки, за да го убедят да остане за постоянно в Антверпен. Князе, чужди посланици, учени като Еразъм Ротердамски, и творци му заявяват уважението си и го правят с удоволствие част от своята компания. Новоизбраният император Карл V. го уверява, че запазва всичките му привилегии (всъщност това е била целта на цялото пътуване) и му заявява своята кралска благосклонност. От голямо значение за Дюрер е факта, че по време на пътешествието има възможността да се запознае с големите холандски съкровища на изкуството и да се запознае с тамошните изключителни творци. В резултат на пътешествието за нас са останали водените от Дюрер пътнически бележки в неговия дневник, както и множество изображения на духовници, благородници, творци и др. Обратното му пътуване към Нюрнберг започва на 2 юли 1521 година.
След завръщането си в родния си град Дюрер се захваща отново с огромно желание и страст за творческата си дейност. През годините 1520/21 той ръководи украсата на кметството.
Старата пинакотека в Мюнхен притежава две монументални творби на Дюрер датиращи от 1526 година: фигурите на апостолите Павел и Петър и на евангелистите Марк и Йоан в човешки ръст, които символизират четирите вида темперамент. Тези две плочи са били подарени първоначално на града Нюрнберг и са били изложени в тамошното кметство. От същата година са и картината „Йероним“, най-добрата от всички картини на Дюрер, както и портрета на Якоб Муфел.
- Йоан и Петър, 1526
- Марк и Павел, 1526

В последните си години Дюрер се отдава на теория на изкуствата, като стига до идеи, които противоречат на тези на италианците.

### Смърт, гроб и наследство
След пътешествието до Холандия Дюрер страда тежко от малария, от която и умира внезапно на 6 април 1528 година, малко преди своя 57-и рожден ден.
Симптомите на болестта си – между които и силно уголемяване на далака му – Дюрер скицира в едно свое писмо до лекаря си.
До последния си ден Албрехт Дюрер е продуктивен, като за последно той е работил върху подготовката за отпечатване на една негова творба разискваща пропорциите на човешкото тяло.
Останките на Дюрер почиват недалече от гроба на неговия приятел Вилибалд Пиркхаймер в нюрнбергското гробище „Йоханесфридхоф“, като дълго време са били покрити единствено от една обикновена метална плоча, приготвена от неговия свекър за гробницата на семейството. През 1681 година Йоахим фон Сандарт възобновява западналия гроб.
В негова чест през 19. век биват издигнати паметници и бюстове.
- Гробът на Дюрер в Нюрнберг
- Паметник на Дюрер, намиращ се на площада Албрехт-Дюрер-Плац (2003-12-10)
- Пощенска марка от 1961

#### Статуи и други паметници
- 1821, Фонтана „Албрехт Дюрер“ в Нюрнберг (Maxplatz), проект на Карл Александер Хайделоф в класическа форма. Едновременно и паметник на Вилибалд Пиркхаймер.
- 1840, Статуя за Нюрнберг по проект на Кристиян Даниел Раух, изпълнен от Якоб Даниел Бургшмит

## Мястото на Албрехт Дюрер в историята на изкуствата
Дюрер допринася изключително много за развитието на гравюрата на дърво и мед. Той освобождава гравюрата на дърво от ролята ѝ за украсяване на книги и я издига до ранга на самостоятелно изкуство, което би могло да измести по-встрани картината.
Дюрер създава богата гама оттенъци между тъмно и светло и по този начин доближава формално гравюрата на дърво до тази на мед.
Както при нея, така и при тази на мед Дюрер развива революционни техники и я усъвършенства като изкуство. Той става известен в цяла Европа чрез творби като „Рицар, смърт и дявол“ и „Меланхолия I“. Дюрер също както Тициан, Микеланджело и Рафаело е виждал ползата от печатането, чрез което е било възможно да разпространиш по-бързо и по-лесно своите творби и по този начин да увеличиш приходите си, както и да повлияеш на изкуството на целия континент.
Освен с творчество Дюрер се е занимавал и с теоретични проблеми свързани с изкуството като например проблема с перспективата при живописта. Занимавал се е и с укрепването на градски крепости. В тази област голям помощник му е бил римският архитект и теоретик Vitruv със своите десет книги „de Architectura“. По идеите на Дюрер през 1527 година Ханс Бехайм престроява крепостната стена на Улм. А през 1585 година, след 22 години, е завършена единствената крепост, построена по концепциите на Дюрер.

## Дюрер като математик
В историята на математиката Ренесансът се отличава като период, в който биват постигнати доста математически успехи благодарение на практици като инженера Simon Stevin, занаятчията Йост Бюрги, юриста Франсоа Виет, картографа Герхард Меркатор или твореца Пиеро де ла Франческа.
Но „математикът“ сред творците за своето време е бил безспорно Албрехт Дюрер. Той се сдобива през 1507 година с екземпляр от първото издание на преведената на латински „Елементи“ на Евклид. Натоварен е също от император Максимилиан да помага на придворния астроном Йоханес Стьоберер да създаде карта на земното полукълбо. Неговата гравюра „Меланхолия I“ съдържа няколко математически загатвания, едно от които е изобразеният магически квадрат, чиито редове, колони и диагонали правят сумата 34 и който съдържа в своите две долни полета годината на създаване – 1514.
Научно погледнато значително постижение е книгата Underweysung der messung mit dem zirckel und richtscheyt in Linien ebnen unnd gantzen corporen, която е първата математическа книга на немски език, съдържаща много нови и значими открития. Думата „Messung“ в заглавието стои във връзка с тогавашния превод „Messkunst“, който е бил използван за гръцката дума геометрия и означава в днешен вариант „конструкция“. В книгата си Дюрер дава дефиниция за специални дъги, разпознава графиката на елипсата, параболата и хиперболата като конични сечения, показва нов и съвсем точен метод за трисекцията на ъгъла, както и представя графически тангенсови функции.
В своите методи Дюрер действа дедуктивно и систематично и осъзнава разликата между демонстративните и приблизителните решения, което го отличава от съвременниците му.

## Сътрудниците на Дюрер
Днес се смята, че Дюрер не е приемал и обучавал ученици; по-скоро се лансира теорията, че в ателието си той е приемал обучени и самостоятелни художници и творци като калфи и на които е помагал да се доразвият.
Сътрудници на Дюрер са били Ханс Балдунг, познат като Грийн (от 1503 година калфа в ателието на Дюрер, до 1508), Бартел Бехам, Зебалд Бехам, Георг Пенч, Ханс Шойфелин (калфа от 1503), Ханс Шпрингинклее и Ханс фон Кулмбах.
Има предположения, че Матиас Грюневалд е бил отхвърлен от Дюрер. Много е вероятно брат му, Ханс Дюрер, да е получил образованието си в неговото ателие, като се вземе предвид, че участието му в работата над Хелер-олтар е доказана.

## „Автопортрет“
В творчеството на Дюрер виждаме величав и мъжествен, истински хуманистичен образ на човека от една сложна епоха. „Автопортрет“ (1500. Старата Пинакотека. Мюнхен) заема особено място не само в немското, но и в цялото европейско изкуство, отразявайки дълбочината и противоречивостта на творческото съзнание, намиращо се на границата две епохи. Изобразявайки се в строго фронтална поза, Дюрер използва композиционна схема, която средневековните художници прилагали за образа на Христос. За него това имало особен смъсъл: човекът, по идеята на автора, трябва да напомня за Спасителя не само с външния си облик, но и в преносен, висш смисъл – с готовността си да поеме и носи „кръста“, даден му през земния му живот. Не горделиво високомерие, а дълбоко религиозно смирение прозира в това „сравняване“ с Христос: своя несравним художнически талант Дюрер (почти на прага на тридесетата си годишнина) възприема като Божия милост и своя отговорност пред Твореца, надарил го с изключителната способност „да пресъздава света“ – с четка и резец.
В този автопортрет художникът се е опитал да свърже старата система на пропорциите с новото ренесансово учение за пропорциите на човешкото тяло. Стремейки се да преодолее условностите на старото изкуство, Дюрер пръв от немските художници овладява напредничавите художествени достижения на ренесансова Италия. Подобно на Леонардо да Винчи, той въплъщава в себе си характерния за Ренесанса тип на художник-учен, съединил рационалното, научно познание за реалния свят с неговата дълбоко философски осмислена и преобразуваща, динамична, страстна фантазия на художник.

## Избрани творби

### Изобразително изкуство

#### Графика
- Големите страсти Христови и Апокалипсис, 1496 – 1498, гравюра на дърво
- Трите „майсторски“:
  - Рицарят, смъртта и дяволът, 1513, медна гравюра
  - Св. Йероним, 1514, медна гравюра
  - Меланхолия I, 1514, медна гравюра
- Носорог, 1515, гравюра на дърво

#### Картини
- Портрет на Албрехт Дюрер Старши (Флоренция), 1490.
- Молещи се ръце (Виена), около 1508.
- Портрет на Барбара Дюре, род. Холпер (Нюрнберг), около 1490 – 1493.
- Каещия се Йероним (Кембридж), около 1494/97.
- Мъжки образ на зелен фон (Кройцлинген), около 1497.
- Автопортрет (Мадрид), 1498.
- Портрет на Освол Крел (Мюнхен, Старата Пинакотека), 1499. Виж също и: изображението в Уикипедия.
- Портрет на Елсбет Тухер (Касел]]), дат. 1499, Линденхолц 29,1 x 23,3 см.
- Автопортрет (Мюнхен), 1500.
- Поклонението на влъхвите (Флоренция), дат. 1504.
- Празника Розенкранц (Прага), дат. 1506, първоначално във Венеция.
- Мадоната с елхова скатия (Берлин), 1506.
- Портрет на млад мъж (Виена), 1507.
- Измъчването на десет хиляди християни (Виена), 1507.
- Heller-Altar (Франкфурт/Майн), 1508/09;
- „Императорските картини“:
  - Император Карл Велики (Нюрнберг), 1511/12, 187,7 x 87,6 см.
  - Император Зигизмунд (Нюрнберг), 1512/13, 188,3 x 87,5 см.
- Портрет на Михаел Волгемут (Нюрнберг), 1516.
- Портрет на император Максимилиян I. (Нюрнберг), 1519.
- Св. Йероним, (Лисабон), 1521.
- Мария с младенеца, държаща круша (Флоренция), 1526.
- Портрет на Йоханес Клебергер (Виена), 1526.
- Т. нар. Четири апостола (Мюнхен), 1526.
- Портрет на Йероним Холцшуер, 1526.
- Христос като спасител на света, последната картина на Дюрер – 1526.

#### Акварел
- Долината при Калхройт (Берлин), 1500.
- Езерце в гората (Лондон), 1495.
- Малък полски заек, (Виена), 1502.
- Голяма поляна, (Виена), 1503.

### Литературни творби
- Lehrbuch der Malerei (Учебник по живопис), от 1500, от това произведения са останали само откъслечни части.
- Underweysung der messung mit dem zirckel vnd richtscheyt, Нюрнберг, 1525 (дигитализация Архив на оригинала от 2008-12-23 в Wayback Machine.)
- Etliche underricht, zu befestigung der Stett, Schloß vnd Flecken, Нюрнберг, 1527
- Hierinn sind begriffen vier bücher von menschlicher Proportion (Тук са включени четири книги относно човешките пропорции), Нюрнберг, 1528 – посмъртно отпечатаната „Proportionslehre“.

### Колекция от дигитални репродукции
- Brigitte Gastel Lloyd, Self Portraits of Deceased German ArtistsАрхив на оригинала от 2022-10-18 в Wayback Machine.
- Albrecht Durer в Web Gallery of Art